# Duddingtonia
Duddingtonia es un género de hongos en la familia Orbiliaceae, el género posee una sola especie Duddingtonia flagrans.

## Sinónimos
La especie Duddingtonia flagrans tiene dos sinónimos:
- Arthrobotrys flagrans (Dudd.) Sidorova, Gorlenko & Nalepina
- Trichothecium flagrans Dudd.